# Березівська сільська рада (Талалаївський район)
Березівська сільська́ ра́да — колишній орган місцевого самоврядування у Талалаївському районі Чернігівської області. Адміністративний центр — село Березівка.

## Географія
Відстань до районного центру шосейними шляхами — 30 кілометрів.

## Історія
Нинішня сільська рада зареєстрована у 1928 році. Стала однією з 13-ти сільських рад Талалаївського району і однією з одинадцяти, яка складається більш, ніж з одного населеного пункту.

## Населені пункти
Сільській раді були підпорядковані населені пункти:
- с. Березівка
- с. Колядин
- с. Мирне

## Населення
Населення сільради — 691 особа (станом на 2001 рік). З них село Березівка — 615 осіб, Колядин — 37 осіб, Мирне — 39 осіб.

## Склад ради
Рада складалася з 16 депутатів та голови.
- Голова ради: Коломайко Сергій Олександрович
- Секретар ради: Гавриш Людмила Василівна

### Керівний склад попередніх скликань
| ПІБ                            | Основні відомості                                                                                          | Дата обрання | Дата звільнення |
| ------------------------------ | --- | ------------ | --------------- |
| Коломайко Сергій Олександрович | Сільський голова, 1962 року народження, освіта вища, член Партії національно-економічного розвитку України | 26.03.2006   | 31.10.2010      |
| Коломайко Сергій Олександрович | Сільський голова, 1962 року народження, освіта вища, член Соціал-демократичної партії України              | 31.10.2010   |                 |

Примітка: таблиця складена за даними джерела

### Депутати
За результатами місцевих виборів 2010 року депутатами ради стали:

#### За суб'єктами висування
| Суб'єкт висування                     | Кількість обраних депутатів | %    |
| ------------------------------------- | --------------------------- | ---- |
| Самовисування                         | 9                           | 56,3 |
| Партія регіонів                       | 6                           | 37,5 |
| Українська соціал-демократична партія | 1                           | 6,3  |

#### За округами
| № округу                              | Прізвище, ім'я, по батькові   | Дата визнання обраним | Освіта         | Партійна приналежність                        | Відомості про обраного депутата                                                                               |
| ------------------------------------- | ----------------------------- | --------------------- | -------------- | --------------------------------------------- | --- |
| Партія регіонів                       |                               |                       |                |                                               | |
| 3                                     | Мартіян Віктор Михайлович     | 04.11.2010            | Освіта вища    | позапартійний                                 | СТОВ «Батьківщина», токар                                                                                     |
| 5                                     | Демидовський Іван Миколайович | 04.11.2010            | Освіта середня | член Партії регіонів                          | пенсіонер |
| 7                                     | Черненко Микола Володимирович | 04.11.2010            | Освіта середня | позапартійний                                 | СТОВ «Батьківщина», завідувач майстерні                                                                       |
| 13                                    | Зарічна Оксана Вікторівна     | 04.11.2010            | Освіта вища    | член Партії регіонів                          | Територіальний центр по обслуговуванню пенсіонерів, одиноких та непрацездатних громадян, соціальний працівник |
| 14                                    | Яресько Микола Олексійович    | 04.11.2010            | Освіта середня | позапартійний                                 | тимчасово не працює                                                                                           |
| 15                                    | Бондаренко Віктор Іванович    | 04.11.2010            | Освіта середня | позапартійний                                 | СТОВ Батьківщина, механізатор                                                                                 |
| Українська соціал-демократична партія |                               |                       |                |                                               | |
| 10                                    | Гавриленко Тетяна Миколаївна  | 04.11.2010            | Освіта середня | член Української соціал-демократичної партії  | Березівська сільська лікарська амбулаторія, акушер                                                            |
| Самовисування                         |                               |                       |                |                                               | |
| 1                                     | Зарічний Віктор Михайлович    | 04.11.2010            | Освіта вища    | позапартійний                                 | пенсіонер |
| 2                                     | Згоннік Наталія Іванівна      | 04.11.2010            | Освіта вища    | позапартійна                                  | тимчасово не працює                                                                                           |
| 4                                     | Гавриш Людмила Василівна      | 04.11.2010            | Освіта вища    | позапартійна                                  | Березівська загальноосвітня школа І-ІІІ ст., вчитель                                                          |
| 6                                     | Ляшенко Віктор Миколайович    | 04.11.2010            | Освіта середня | позапартійний                                 | СТОВ «Батьківщина», завідувач току                                                                            |
| 8                                     | Білокур Неля Миколаївна       | 04.11.2010            | Освіта середня | позапартійна                                  | Березівська сільська рада, спеціаліст                                                                         |
| 9                                     | Даценко Ольга Олександрівна   | 04.11.2010            | Освіта середня | позапартійна                                  | Березівська сільська рада, секретар                                                                           |
| 11                                    | Згоннік Оксана Анатоліївна    | 04.11.2010            | Освіта вища    | член Всеукраїнського об'єднання «Батьківщина» | Березівська загальноосвітня школа І-ІІІ ст., вчитель                                                          |
| 12                                    | Співак Оксана Василівна       | 04.11.2010            | Освіта середня | позапартійна                                  | Березівська сільська лікарська амбулаторія, в.о.головного лікаря                                              |
| 16                                    | Авраменко Ірина Вікторівна    | 04.11.2010            | Освіта вища    | позапартійна                                  | Березівська загальноосвітня школа І-ІІІ ст., вчитель                                                          |

## Освіта
На території сільради працює Березівська ЗОШ І-ІІІ ступенів, у якій навчається 43 учні.